# Richard Ankers
Richard Ankers, född 21 juli 1978, är en svensk musiker som spelar trummor med Melody Club och IAMX. Han är född och uppväxt i Stockholm där han också bott hela sitt liv.
Ankers var trummis i Melody Club från 2001 - 2005 och medverkade på gruppens två första album Music Machine och Face the Music. 2005 ersattes Ankers med Andy A. Han gjorde comeback i gruppen i oktober 2010, då Andy A sagt upp sig i bandet, men redan i januari 2011 meddelade Ankers att han tar en time-out från gruppen, på grund av att han blivit indragen i en rättsprocess. Ankers medverkade inte heller under gruppens framträdande i Melodifestivalen. Senare 2011 meddelade gruppen att Richard Ankers är tillbaka som permanent trummis.